# Ali Abdi
Ali Abdi (Sfax, 20 de diciembre de 1993) es un futbolista tunecino que juega de defensa y milita en el O. G. C. Niza de la Ligue 1 francesa.

## Trayectoria
Hizo su debut profesional con el JS Kairouan del Championnat de Ligue Profesionelle 1 tunecino en el empate 0-0 ante el EGS Gafsa el 25 de diciembre de 2021. Tras tres temporadas, fichó por el Paris F. C. de la Ligue 2 francesa. En su segunda temporada marcó 9 goles, suma poco común para un defensor, además de que no era el encargado de los balones parados en su equipo. Tras no renovar con el conjunto parisino al fin de la temporada 2020-21, firmó un contrato por dos temporadas con el S. M. Caen de la misma división.

## Selección nacional
Ha sido convocado a la selección de fútbol de Túnez, debutando el 25 de marzo de 2021 en un partido ante Libia, válido por las clasificatorias para la Copa Africana de Naciones de 2021.

## Clubes
| Club                      | País    | Año       |
| ------------------------- | ------- | --------- |
| JS Kairouan               | Túnez   | 2011-2012 |
| Espérance de Tunis        | Túnez   | 2012-2016 |
| → Stade Tunisien (cedido) | Túnez   | 2013-2014 |
| Club Africain             | Túnez   | 2016-2019 |
| Paris F. C.               | Francia | 2019-2021 |
| S. M. Caen                | Francia | 2021-2024 |
| O. G. C. Niza             | Francia | 2024-     |

## Palmarés

### Distinciones individuales
| Distinción                    | Año     |
| ----------------------------- | ------- |
| UNFP Ligue 2 Team of the Year | 2020-21 |